# بولسانو نوفاريسي
بولسانو نوفاريسي؛ ( اللغة البيدمونتية: بولسان، اللغة اللمبردية: بولسان) هي كومونا (بلدية) في مقاطعة نوفارا في منطقة بيدمونت الإيطالية، وتقع على بعد حوالي 100 كيلومتر (62 ميل) شمال شرق تورينو وحوالي 40 كيلومتر (25 ميل) شمال غرب نوفارا.
تقع بولسانو نوفاريسي على حدود البلديات التالية: امينو وجوزانو وانفوريو واورتا سان جوليو.

## الناس
- ولد متسلق الجبال الإيطالي كارلو باتيل في بولسانو في 6 مايو 1972.

## وصلات خارجية
- الموقع الرسمي